# 美的置業
美的置業控股有限公司（簡稱：美的置業，港交所：3990）是一家中國广东省的房地產開發公司，成立於2004年，由美的集團創辦人何享健創辦。
2018年9至10月，美的置業在香港公開招股，以每股17至21.5港元發行1.8億股，集資最多38.7億港元。美的置業引入了雅戈爾集團和佛山市葉盛投資作為基石投資者。
2024年6月，美的置業計劃重組業務，剝離房地產開發業務，每股美的置業獲分發經營房地產開發業務的美的建業或5.9港元現金。